# Acanthodactylus gongrorhynchatus
Acanthodactylus gongrorhynchatus är en ödleart som beskrevs av  Alan E. Leviton och ANDERSON 1967. Acanthodactylus gongrorhynchatus ingår i släktet fransfingerödlor, och familjen lacertider. IUCN kategoriserar arten globalt som otillräckligt studerad. Inga underarter finns listade i Catalogue of Life.